# Gyalsé
Gyalsé tibétain : རྒྱལ་སྲས་, Wylie : rgyal sras, THL : gyalsé), ou Gusiluo (chinois : 唃厮啰 ; pinyin : gūsīluō), né en 997 et décédé en 1065 est un seigneur tibétain de la tribu des Hehuang, qui, pendant l'ère de la fragmentation (IXe siècle — XIe siècle), gouverne une confédération centrée autour de Zonggecheng, située principalement dans la région de l'actuelle province du Qinghai avec une partie du corridor du Hexi, dans l'actuel Gansu.
Il fonde le royaume de Tsongkha (en).
Cette confédération s'allie avec les Khitans, pour contrebalancer la dynastie des Xia occidentaux, tangoute prenant en puissance. Sous la dynastie Song Han, la région est intégrée au gouvernement de Longyou (陇右都护府, lǒngyòu dūhù fǔ à partir de 1104 et jusqu'à 1126.